# Mündliche Leistung
Die mündliche Leistung ist in manchen deutschen Bundesländern Teil der schulischen Leistungsbeurteilung und basiert auf dem Beitrag der Schüler zum Schulunterricht. Sie wird meist in Form einer mündlichen Note als Zahl abgebildet und geht beispielsweise in Nordrhein-Westfalen wie auch in vielen anderen Bundesländern zusammen mit weiteren Noten, wie z. B. den Ergebnissen kurzer Leistungskontrollen, Referaten, schriftlicher Mitarbeit im Unterricht etc. in die Note zur „sonstigen Mitarbeit“ ein. Diese bildet dann zusammen mit den schriftlichen Noten die Endnote (Zeugnis).
Je nach Faktoren wie Bundesland, Unterrichtsfach, Jahrgangsstufe und Anlage des Unterrichts kann der Anteil der sonstigen Leistungen an der Zeugnisnote sehr unterschiedlich ausfallen, wobei bei Sprachen-Fächern die mündlichen Leistungen tendenziell einen eher höheren Stellenwert haben. Dabei ist von schulrechtlicher Seite aus der Anteil zum Teil nicht bestimmt oder nur ein Rahmen vorgegeben. Die Gewichtung obliegt daher entweder der jeweiligen Fachkonferenz oder den einzelnen Lehrern und kann daher auch innerhalb einer Schule sehr unterschiedlich ausfallen. Das kann ein Anteil von etwa 50 % sein, wobei sich auch vielfach Gewichtungen von 1/3 zu 2/3 finden oder 40:60. Die Entscheidung für die stärkere Gewichtung der mündlichen oder schriftlichen Leistungen fällt etwa auf der Grundlage der Anzahl der Klassenarbeiten und Klausuren in einem Schul(halb)jahr oder weiterer Leistungen mit besonderem Gewicht.
In der Praxis wird die sonstige Note häufig fälschlicherweise als mündliche Note bezeichnet.
In Baden-Württemberg teilt der Fachlehrer nach dem Transparenzerlass dieses Verhältnis zu Beginn des Schuljahres mit.
In der Notenbildungsverordnung des Landes Baden-Württemberg heißt es „Die allgemeinen für die Bewertung der Leistungen in den einzelnen Fächern oder Fächerverbünden maßgebenden Kriterien hat der Fachlehrer den Schülern und auf Befragen auch ihren Erziehungsberechtigten sowie den für die Berufserziehung der Schüler Mitverantwortlichen darzulegen. Grundlage der Leistungsbewertung in einem Unterrichtsfach sind alle vom Schüler im Zusammenhang mit dem Unterricht erbrachten Leistungen. Die Bildung der Note in einem Unterrichtsfach ist eine pädagogisch-fachliche Gesamtwertung der vom Schüler im Beurteilungszeitraum erbrachten Leistungen.“
Ähnlich lautet der Text in Rheinland-Pfalz. Die Verordnung des Sächsischen Staatsministeriums für Kultus über allgemeinbildende Gymnasien und die Abiturprüfung im Freistaat Sachsen regelt, dass die Kriterien „nachweislich“ darzulegen sind (§ 22 Abs. 7 SOGYA).
Für Hessen kommt die verbindliche Unterrichtung der älteren Schüler über ihre mündliche Note hinzu, wenn es heißt: „Mindestens einmal im Halbjahr werden Schülerinnen und Schüler über ihren mündlichen Leistungsstand unterrichtet.“
In der Kultusministerkonferenz herrscht weitgehende Einigkeit über die verstärkte Bewertung von mündlichen Leistungen bei lese- und rechtschreibschwachen Schülern sowie im Anfangsunterricht von Grundschulen.

## Problematik
Die mündliche Note beruht laut den Erlässen der Ministerien (z. B.) auf den Beiträgen der Schüler zu einem Unterrichtsgespräch. Diese Unterrichtsform gilt jedoch als sehr wenig lernwirksam und sollte daher im Unterrichtsgeschehen nur wenig Raum einnehmen. Aus der von vielen Lehrern wahrgenommenen Verpflichtung zur Vergabe mündlicher Noten (real muss nur eine sonstige Note gegeben werden, die einen mündlichen Anteil haben kann) resultiert jedoch eine Tendenz, das Unterrichtsgespräch erheblich über das pädagogisch sinnvolle Maß auszudehnen.